# Ochrotrichia tarsalis
Ochrotrichia tarsalis är en nattsländeart som först beskrevs av Hagen 1861.  Ochrotrichia tarsalis ingår i släktet Ochrotrichia och familjen smånattsländor. Inga underarter finns listade i Catalogue of Life.